# Seznam skotských hradů a zámků
Seznam skotských hradů a zámků obsahuje nejdůležitější budovy tohoto zaměření, rozdělených podle správních oblastí Skotska. Ve Skotsku je okolo 3 000 hradů a zámků, z nichž velká část je v rozpadu a pravděpodobně se již nedočká rekonstrukce.

## Aberdeenshire
- Balmoral
- Birse Castle
- Bognie Castle, také znám jako Conzie Castle
- Braemar Castle
- Castle of Park
- Corgarff Castle
- Craigievar Castle
- Craigston Castle
- Crathes Castle
- Castle Fraser
- Delgatie Castle
- Drum Castle
- Drumtochty Castle
- Dunnideer Castle
- Dunnottar Castle
- Eden Castle
- Fasque Castle
- Fetteresso Castle
- Findlater Castle
- Forbes Castle
- Fyvie Castle
- Esselmont Castle
- Glenbuchat Castle
- Hatton Castle
- Huntly Castle
- Inverallochy Castle
- Invercauld Castle
- Kildrummy Castle
- Kincardine Castle
- Kinnairdy Castle
- Kindrochit Castle
- Leslie Castle
- Muchalls Castle
- Moreland Castle
- Pitsligo Castle, znám i jako Pitsligo Palace
- Slains Castle
- Terpersie Castle
- Tolquhoun Castle

## Angus
- Affleck Castle
- Airlie Castle
- Brechin Castle
- Brucklay Castle
- Careston Castle
- Colliston Castle
- Cortachy Castle
- Ethie Castle
- Edzell Castle
- Farnell Castle
- Finavon Castle
- Fordyce Castle
- Forfar Castle
- Glamis
- Glenbuchat Castle
- Guthrie Castle
- Hatton Castle
- House of Dun
- Invermark Castle
- Inverquharity Castle
- Kinnaird Castle
- Melgund Castle
- Red Castle

## Argyll and Bute
- Barcaldine Castle
- Calgary Castle
- Carnasserie Castle
- Carrick Castle
- Claig Castle
- Craignish Castle
- Duart Castle, Isle of Mull (ostrov Mull)
- Dunans Castle
- Dunaverty Castle
- Dunderave Castle
- Dunollie Castle
- Dunstaffnage Castle
- Duntrune Castle
- Dunyvaig Castle
- Fincharn Castle
- Glengorm Castle
- Gylen Castle
- Innes Chonnel Castle
- Inveraray Castle
- Kames Castle
- Kilchurn Castle
- Kilmahew Castle
- Kilmartin Castle
- Kilmory Castle
- Lachlan Castle
- Minard Castle
- Moy Castle
- Rothesay Castle
- Saddell Castle, see
- Skipness Castle
- Stalker
- Castle Sween
- Tarbert Castle
- Torosay Castle
- Torrisdale Castle

## Clackmannanshire
- Alloa Tower
- Broomhall Castle
- Clackmannan Tower
- Castle Campbell
- Menstrie Castle

## Dumfries a Galloway
- Auchen Castle
- Baldoon Castle
- Barholm Castle
- Caerlaverock Castle
- Cardoness Castle
- Carsluith Castle
- Castle of St. John
- Closeburn Castle
- Comlongon Castle
- Drumlanrig Castle
- Gilnockie Tower
- Castle Kennedy
- Kirkconnell Tower
- Lochmaben Castle
- Lochhouse Tower
- Lochwood Castle, nebo také Lochwood Tower
- Lochnaw Castle
- MacLellan's Castle
- Orchardton Tower
- Sanquhar Castle
- Sorbie Tower
- Threave Castle
- Tibbers Castle
- Torthorwald Castle

## Dundee
- Broughty Castle
- Castle Huntly
- Claypotts Castle
- Dudhope Castle
- Mains Castle
- Powrie Castle

## East Ayrshire
- Barr Castle
- Caprington Castle
- Carnell Castle
- Cessnock Castle
- Corsehill Castle
- Craufurdland Castle
- Dean Castle
- Dunlop Castle
- Kingencleuch Castle
- Lainshaw Castle
- Lochdoon Castle
- Loudoun Castle
- Mauchline Castle
- Newmilns Tower
- Ravenscraig Castle
- Riccarton Castle
- Robertland Castle
- Sorn Castle
- Templehouse Fortalice
- Terringzean Castle
- Trabboch Castle

## Východní Lothian
- Auldhame Castle
- Ballencrief Castle
- Barnes Castle
- Black Castle
- Castle of the Bass, Bass Rock
- Dirleton Castle
- Dunbar Castle
- Fa'side Castle
- Fenton Tower
- Garleton Castle
- Hailes Castle
- Luffness Castle
- Redhouse Tower
- Tantallon Castle
- Yester Castle ála Goblin Ha'

## Východní Renfrewshire
- Mearns Castle

## Edinburgh
- Craigmillar Castle
- Edinburský hrad
- Lauriston Castle
- Liberton Tower
- Merchiston Castle

## Falkirk
- Airth Castle
- Almond Castle
- Blackness Castle
- Castle Cary Castle
- Elphinstone Tower

## Fife
- Aberdour Castle
- Arnot Tower
- Balgonie Castle
- Ballinbreich Castle
- Collairnie Castle
- Couston Castle
- Culross Palace
- Dairsie Castle
- Denmylne Castle
- Earlshall Castle
- Falkland Palace
- Fernie Castle
- Fordell Castle
- Kellie Castle
- Lochore Castle
- Lordscairnie Castle
- Myres Castle
- Newark Castle
- Pitreavie Castle
- Ravenscraig Castle
- Rossend Castle
- Rosyth Castle
- Rumgally House
- St Andrews Castle
- Scotstarvit Castle
- Wemyss Castle

## Glasgow
- Bishop's Castle (Glasgow)
- Cathcart Castle
- Crookston Castle
- Haggs Castle

## Highland
- Achnacarry
- Ackergill Tower
- Ardtornish Castle
- Ardvreck Castle
- Balnagown Castle
- Beaufort Castle
- Braal Castle
- Brahan Castle
- Brims Castle
- Carbisdale Castle
- Castle Chanonry of Ross
- Castle of Mey
- Castle Stalker
- Cawdor Castle
- Castle Craig, Highland
- Dalcross Castle
- Dornoch Castle
- Dounreay Castle
- Dunbeath Castle
- Dunrobin Castle
- Eilean Donan Castle
- Erchless Castle
- Foulis Castle
- Freswick
- Glengarry Castle
- Castle Grant
- Invergarry Castle
- Inverlochy Castle
- Inverness Castle
- Keiss
- Kilravock Castle
- Kinloch Castle
- Kinlochaline Castle
- Castle Leod
- Lochindorb Castle
- Mingarry Castle
- Moniack Castle
- Mugdock Castle
- Newmore Castle
- Ormlie
- Rait Castle
- Scrabster Castle
- Sinclair & Girnigoe Castle
- Skibo Castle
- Strome Castle
- Castle Stuart
- Teaninich Castle
- Castle Tioram
- Tor Castle
- Tulloch Castle
- Urquhart Castle

### Highland –ostrov Skye
- Armadale Castle
- Caisteal Maol
- Dunscaith Castle
- Duntulm Castle
- Dunvegan Castle
- Knock Castle

## Inverclyde
- Castle Levan
- Castle Wemyss
- Newark Castle

## Midlothian
- Borthwick Castle
- Crichton Castle
- Dalhousie Castle
- Dalkeith Castle
- Melville Castle
- Newbattle Castle nebo také Newbattle Abbey
- Roslin Castle

## Moray
- Aikenway Castle
- Asliesk Castle
- Auchindoun Castle
- Ballindalloch Castle
- Balvenie Castle
- Blairfindy Castle
- Blervie Castle
- Brodie Castle]
- Burgie Castle
- Coxton Tower
- Craigneach Castle
- Cullen Castle
- Darnaway Castle
- Deskie Castle
- Deskford Tower
- Drumin Castle
- Duffus Castle
- Dunphail Castle
- Elgin Castle
- Earnside Castle
- Findochty Castle
- Forres Castle
- Gauldwell Castle
- Gordon Castle
- Hempriggs Castle
- Inverugie Castle
- Kilbuaick Castle
- Kininvie Castle
- Kinneddar Castle
- Pitlurg Castle
- Rothes Castle
- Rothiemay Castle
- Spynie Palace
- Skeith Castle
- Castle Stripe
- Tor Castle
- Tronach Castle
- Quarrelwood Castle

## Severní Ayrshire
- Ardrossan Castle
- Auchenharvie Castle
- Brodick Castle
- Clonbeith Castle
- Cunninghamhead Castle
- Eglinton Castle
- Kelburn Castle
- Kerelaw Castle
- Kilbirnie Palace
- Kildonan Castle
- Law Castle
- Lochranza Castle
- Pitcon
- Portencross Castle
- Rowallan Castle
- Skelmorlie Castle

## Severní Lanarkshire
- Bedlay Castle
- Dalzell House

## Orkneje
- Balfour Castle
- The Bishop's Palace
- The Earl's Palace
- The Earl's Palace
- Kirkwall Castle
- Notland Castle

## Perth a Kinross
- Ardblair Castle
- Balhousie Castle
- Balvaird Castle
- Blackcraig Castle
- Burleigh Castle
- Craighall Castle
- Dalnagar Castle
- Drummond Castle
- Dupplin Castle
- Elcho Castle
- Finlarig Castle
- Forter Castle
- Huntingtower Castle
- Kinnaird Castle
- Lethendy Tower
- Loch Leven Castle
- Meggernie Castle
- Megginch Castle
- Castle Menzies
- Methven Castle
- Murthly Castle
- Newton Castle
- Taymouth Castle
- Tullibole Castle

## Renfrewshire
- Barr Castle
- Castle Semple
- Johnstone Castle

## Scottish Borders
- Abbotsford House
- Branxholme Castle
- Duns Castle
- Fast Castle
- Fatlips Castle
- Ferniehirst Castle
- Floors Castle
- Fulton Tower
- Greenknowe Tower
- Hume Castle
- Hermitage Castle
- Jedburgh Castle
- Neidpath Castle
- Newark Castle
- Nisbet House
- Roxburgh Castle
- Smailholm Tower
- Thirlestane Castle
- Traquair House
- Venlaw
- Wedderburn Castle

## Shetlandy
- Muness Castle
- Scalloway Castle

## Jižní Ayrshire
- Baltersan Castle
- Blairquhan Castle
- Culzean Castle
- Dundonald Castle
- Dunure Castle
- Glenapp Castle
- Greenan Castle
- Killochan Castle
- Penkill Castle
- Sundrum Castle
- Thomaston Castle
- Turnberry Castle

## Jižní Lanarkshire
- Bothwell Castle
- Cadzow Castle
- Craignethan Castle
- Crawford Castle nebo jako Lindsay Tower
- Douglas Castle známý i pod jménem Castle Dangerous
- Gilbertfield Castle
- Tower of Hallbar
- Lee Castle
- Strathaven Castle

## Stirling
- Buchanan Castle
- Culcreuch Castle
- Doune Castle
- Edinample Castle
- Plane Tower
- Stirling Castle

## West Dunbartonshire
- Dumbarton Castle
- Balloch Castle

## West Lothian
- Dundas Castle
- Duntarvie Castle
- House of the Binns
- Linlithgow Palace
- Niddry Castle

## Západní ostrovy(na h-Eileanan Siar)
- Amhuinnsuidhe Castle
- Ardvourlie Castle
- Kisimul Castle
- Lews Castle
- Ormacleit Castle

## Fiktivní hrady a zámky
- McDuck Castle - fiktivní zámek z animovaných pohádek Scrooge McDuck.
- The Black Island a Tintin
- The Ghosts of Inverloch a Valérian
- Castle Dangerous - román Waltera Scotta